# Homalium undulatum
Homalium undulatum är en videväxtart som beskrevs av George King. Homalium undulatum ingår i släktet Homalium och familjen videväxter. Inga underarter finns listade i Catalogue of Life.